# レマンツァッコ
レマンツァッコ（伊: Remanzacco）は、イタリア共和国フリウリ＝ヴェネツィア・ジュリア州ウーディネ県にある、人口約6,000人の基礎自治体（コムーネ）。

## 地理

### 位置・広がり

#### 隣接コムーネ
隣接するコムーネは以下の通り。
- ファエーディス
- モイマッコ
- ポヴォレット
- プラダマーノ
- プレマリアッコ
- ウーディネ

### 気候分類・地震分類
レマンツァッコにおけるイタリアの気候分類 (it) および度日は、zona E, 2587 GGである。
また、イタリアの地震リスク階級 (it) では、zona 2 (sismicità media) に分類される。

## 行政

### 分離集落
レマンツァッコには、以下の分離集落（フラツィオーネ）がある。
- Cerneglons, Orzano, Selvis, Ziracco